# 음성 권근 및 경주이씨 묘표
음성 권근 및 경주이씨 묘표(陰城 權近 및 慶州李氏 墓表)는 충청북도 음성군 생극면 방축리에 있는, 조선시대 양촌 권근(1352∼1409)과 그의 부인 경주이씨의 묘지에 있던 묘표이다. 2001년 3월 30일 충청북도의 유형문화재 제207호로 지정되었다.

## 개요
양촌 권근(1352∼1409)과 그의 부인 경주이씨의 묘지에 있던 묘표로, 묘표(墓表)는 죽은 사람의 사적과 덕행을 기리는 글을 새겨 무덤 앞에 세워 놓았던 것을 말한다.
양촌 권근의 묘표석은 권근 선생이 1409년 2월에 죽은 후 그해 4월 경기도 양주군 오포면 치모노금동(현재의 성남시 금토동)에 예장했을 때 만들어진 것이다. 세종 26년(1444) 3월 묘지를 이장할 때 현지로 운반하지 못하고 456년이 지난 1965년에 권근 선생 사당으로 이전하여 보호 관리해 오고 있다.
권근의 묘표는 8각형의 형태로 8면 중 4면에만 비문을 조각한 특이한 모습을 보이고 있다. 전체길이 91cm이며, 지붕돌은 없어진 채 표석만 보존되어 오다가 최근에 받침돌과 지붕돌을 만들어 놓았다. 영의정 하륜(河崙)이 비문을 썼다는 기록으로 보아 묘 앞에 세우는 묘비를 겸한 묘표일 것으로 추측된다.
부인 경주 이씨 묘표는 세종 26년(1444)에 양촌 권근과 경주 이씨 묘소를 이장할 때 별도로 보관하다가 1999년 4월에 현 위치인 권근의 사당 안에 세웠다. 화강암으로 되어 있으며, 높이 92cm, 폭 48cm, 두께 13cm이다.
양촌 권근의 묘표는 팔각형 기둥 모양의 돌에 조각한 특이한 형태로, 완전한 모습은 아니지만 경주 이씨의 묘표와 함께 조선 전기 묘제 연구에 귀중한 자료로서 가치가 있다.

## 같이 보기
- 권근
- 하륜

## 참고 자료
- 음성 권근 및 경주이씨 묘표 - 국가유산청 국가유산포털